# Sportclub Preußen 06 Münster 1962-1963
Questa voce raccoglie le informazioni riguardanti lo Sportclub Preußen 06 Münster nelle competizioni ufficiali della stagione 1962-1963.

## Stagione
Nella stagione 1962-1963 il Preussen Münster, allenato da Richard Schneider, concluse il campionato di Oberliga ovest al 4º posto. Fu ammesso alla Bundesliga 1963-1964.

## Rosa
| N. |                     | Ruolo | Calciatore         |
| -- | ------------------- | ----- | ------------------ |
|    | Germania (bandiera) | P     | Herbert Eiteljörge |
|    | Germania (bandiera) | P     | Herbert Prott      |
|    | Germania (bandiera) | D     | Klaus Bockisch     |
|    | Germania (bandiera) | D     | Hans Hülsmann      |
|    | Germania (bandiera) | D     | Heribert Kania     |
|    | Germania (bandiera) | D     | Werner Lungwitz    |
|    | Germania (bandiera) | D     | Helmut Menzel      |
|    | Germania (bandiera) | D     | Helmut Tybussek    |
|    | Germania (bandiera) | D     | Heinz-Rüdiger Voß  |
|    | Germania (bandiera) | C     | Falk Dörr          |
|    | Germania (bandiera) | C     | Dagmar Drewes      |
|    | Germania (bandiera) | C     | Theo Husmann       |

| N. |                     | Ruolo | Calciatore           |
| -- | ------------------- | ----- | -------------------- |
|    | Germania (bandiera) | C     | Rudolf Schulz        |
|    | Germania (bandiera) | A     | Walter Bensmann      |
|    | Germania (bandiera) | A     | Harald Beyer         |
|    | Germania (bandiera) | A     | Winfried Geerken     |
|    | Germania (bandiera) | A     | Horst Häckel         |
|    | Germania (bandiera) | A     | Eberhard Herbst      |
|    | Germania (bandiera) | A     | Manfred Kreß         |
|    | Germania (bandiera) | A     | Gerhard Krogh        |
|    | Germania (bandiera) | A     | Hermann Lulka        |
|    | Germania (bandiera) | A     | Bernhard Pohlschmidt |
|    | Germania (bandiera) | A     | Manfred Pohlschmidt  |

## Organigramma societario
Area tecnica
- Allenatore: Richard Schneider
- Allenatore in seconda:
- Preparatore dei portieri:
- Preparatori atletici:
- Analisi video:

## Calciomercato

### Sessione estiva
| Acquisti | Acquisti        | Acquisti | Acquisti |
| R.       | Nome            | da       | Modalità |
| -------- | --------------- | -------- | -------- |
| D        | Werner Lungwitz | Velbert  |          |

| Cessioni | Cessioni         | Cessioni         | Cessioni |
| R.       | Nome             | a                | Modalità |
| -------- | ---------------- | ---------------- | -------- |
| A        | Gerhard Kedziora | VfB Marl Hüls    |          |
| C        | Manfred Schröder | Waldhof Mannheim |          |

## Risultati

### Oberliga ovest

#### Girone di andata
| Arbitro: | Eschweiler |

|                    |           |          |
| Beyer 1’, 43’, 71’ | Marcatori | 83’ Kohn |

| Arbitro: | Buschhorn |

|                              |           |                             |
| Klimaschefski 73’ Peters 88’ | Marcatori | 7’ Bensmann 58’ Pohlschmidt |

| Arbitro: | Kasper |

|                                                           |           |  |
| Pohlschmidt 54’ Tybussek 76’ (rig.), 87’ (rig.) Beyer 84’ | Marcatori |  |

| Arbitro: | Brodüffel |

|                           |           |                |
| Kulot 49’ Rummel 66’, 73’ | Marcatori | 8’ Pohlschmidt |

| Münster 16 settembre 1962 5ª giornata | Preußen Münster | 0 – 0 referto | Hamborn 07 | Preußenstadion (8 000 spett.)\| Arbitro: \| Niemeyer \| |
| Arbitro:                              | Niemeyer        |               |            |                                                         |

| Arbitro: | Mix |

|  |           |                    |
|  | Marcatori | 56’ Dörr 60’ Beyer |

| Münster 25 novembre 1962 7ª giornata | Preußen Münster | 0 – 0 referto | Colonia | Preußenstadion (30 000 spett.)\| Arbitro: \| Weyland \| |
| Arbitro:                             | Weyland         |               |         |                                                         |

| Arbitro: | Höfer |

|           |           |         |
| Esser 22’ | Marcatori | 3’ Dörr |

| Arbitro: | Rangosch |

|                      |           |                    |
| Meyer 31’ Hoffer 34’ | Marcatori | 17’ Beyer 53’ Dörr |

| Arbitro: | Schmidt |

|                                    |           |                     |
| Tybussek 39’ (rig.) Beyer 68’, 86’ | Marcatori | 9’ (rig.) Heidemann |

| Arbitro: | Eschweiler |

|                                  |           |                                   |
| Schulz 8’ Laszig 46’ Wrenger 65’ | Marcatori | 30’, 77’ Pohlschmidt 81’ Lungwitz |

| Arbitro: | Büschgens |

|                          |           |  |
| Dörr 37’ Pohlschmidt 46’ | Marcatori |  |

| Arbitro: | Heß |

|                                  |           |                 |
| Bechmann 17’ Libuda 28’ Ipta 68’ | Marcatori | 55’ Pohlschmidt |

| Arbitro: | Rudloff |

|                 |           |  |
| Pohlschmidt 68’ | Marcatori |  |

| Arbitro: | Schörnich |

|                                       |           |          |
| Bensmann 29’ Dörr 71’ Pohlschmidt 78’ | Marcatori | 22’ Hülß |

#### Girone di ritorno
| Arbitro: | Hochrath |

|  |           |                                       |
|  | Marcatori | 8’ Bensmann 75’ Beyer 77’ Pohlschmidt |

| Arbitro: | Hillebrand |

|           |           |            |
| Beyer 86’ | Marcatori | 72’ Peters |

| Arbitro: | Siepe |

|           |           |  |
| Lulka 20’ | Marcatori |  |

| Arbitro: | Hennig |

|                       |           |              |
| Hornig 10’ Müller 32’ | Marcatori | 57’ Bensmann |

| Arbitro: | Hense |

|                                |           |  |
| Drewes 23’ Tybussek 68’ (rig.) | Marcatori |  |

| Arbitro: | Eschweiler |

|                                             |           |  |
| Tybussek 7’ (rig.) Pohlschmidt 75’ Dörr 86’ | Marcatori |  |

| Arbitro: | Rangosch |

|          |           |                  |
| Beyer 6’ | Marcatori | 40’ Siemensmeyer |

| Arbitro: | Schmitz |

|                       |           |                 |
| Papies 58’ Kiefer 75’ | Marcatori | 13’ Pohlschmidt |

| Arbitro: | Schleißner |

|  |           |                        |
|  | Marcatori | 24’ Gerhardt 27’ Kreuz |

| Arbitro: | Rudloff |

|                |           |                              |
| Ptaszinski 58’ | Marcatori | 24’ Bockisch 78’ Pohlschmidt |

| Arbitro: | Büschgens |

|  |           |                    |
|  | Marcatori | 7’ Drewes 81’ Dörr |

| Arbitro: | Höfer |

|                                 |           |                 |
| Wosab 7’ Schmidt 10’ Schütz 66’ | Marcatori | 52’ Pohlschmidt |

| Arbitro: | Thier |

|                                    |           |  |
| Lulka 60’ Pohlschmidt 69’ Dörr 78’ | Marcatori |  |

| Arbitro: | Kasper |

|            |           |                 |
| Kremer 88’ | Marcatori | 41’ Pohlschmidt |

| Arbitro: | Brodüffel |

|                   |           |                 |
| Versteeg 36’, 70’ | Marcatori | 59’ Pohlschmidt |

## Statistiche

### Statistiche di squadra
| Competizione   | Punti | In casa | In casa | In casa | In casa | In casa | In casa | In trasferta | In trasferta | In trasferta | In trasferta | In trasferta | In trasferta | Totale | Totale | Totale | Totale | Totale | Totale | DR  |
| Competizione   | Punti | G       | V       | N       | P       | Gf      | Gs      | G            | V            | N            | P            | Gf           | Gs           | G      | V      | N      | P      | Gf     | Gs     | DR  |
| -------------- | ----- | ------- | ------- | ------- | ------- | ------- | ------- | ------------ | ------------ | ------------ | ------------ | ------------ | ------------ | ------ | ------ | ------ | ------ | ------ | ------ | --- |
| Oberliga ovest | 37    | 15      | 10      | 4       | 1       | 27      | 7       | 15           | 4            | 5            | 6            | 24           | 25           | 30     | 14     | 9      | 7      | 51     | 32     | +19 |
| Totale         | 37    | 15      | 10      | 4       | 1       | 27      | 7       | 15           | 4            | 5            | 6            | 24           | 25           | 30     | 14     | 9      | 7      | 51     | 32     | +19 |

### Andamento in campionato
| Giornata  | 1 | 2 | 3 | 4 | 5 | 6 | 7 | 8 | 9 | 10 | 11 | 12 | 13 | 14 | 15 | 16 | 17 | 18 | 19 | 20 | 21 | 22 | 23 | 24 | 25 | 26 | 27 | 28 | 29 | 30 |
| --------- | - | - | - | - | - | - | - | - | - | -- | -- | -- | -- | -- | -- | -- | -- | -- | -- | -- | -- | -- | -- | -- | -- | -- | -- | -- | -- | -- |
| Luogo     | C | T | C | T | C | T | C | T | T | C  | T  | C  | T  | C  | C  | T  | C  | C  | T  | C  | C  | C  | T  | C  | T  | T  | T  | C  | T  | T  |
| Risultato | V | N | V | P | N | V | N | N | N | V  | N  | V  | P  | V  | V  | V  | N  | V  | P  | V  | V  | N  | P  | P  | V  | V  | P  | V  | N  | P  |
| Posizione | 2 | 3 | 3 | 5 | 6 | 2 | 3 | 5 | 4 | 3  | 5  | 5  | 5  | 4  | 4  | 2  | 3  | 2  | 3  | 3  | 1  | 1  | 3  | 4  | 3  | 3  | 3  | 3  | 3  | 4  |

Legenda:

Luogo: C = Casa; T = Trasferta. Risultato: V = Vittoria; N = Pareggio; P = Sconfitta.

### Statistiche dei giocatori
| W. Bensmann    | 27 | 4  | 0 | 1 |
| H. Beyer       | 18 | 11 | 0 | 1 |
| K. Bockisch    | 30 | 1  | 0 | 0 |
| D. Drewes      | 25 | 2  | 0 | 0 |
| F. Dörr        | 30 | 8  | 0 | 0 |
| H. Eiteljörge  | 20 | 0  | 0 | 0 |
| W. Geerken     | 6  | 0  | 0 | 0 |
| E. Herbst      | 1  | 0  | 0 | 0 |
| T. Husmann     | 1  | 0  | 0 | 0 |
| H. Häckel      | 1  | 0  | 0 | 0 |
| H. Hülsmann    | 0  | 0  | 0 | 0 |
| H. Kania       | 29 | 0  | 0 | 0 |
| M. Kreß        | 2  | 0  | 0 | 0 |
| G. Krogh       | 4  | 0  | 0 | 0 |
| H. Lulka       | 30 | 2  | 0 | 0 |
| W. Lungwitz    | 29 | 1  | 0 | 0 |
| H. Menzel      | 1  | 0  | 0 | 0 |
| B. Pohlschmidt | 3  | 0  | 0 | 0 |
| M. Pohlschmidt | 30 | 17 | 0 | 0 |
| H. Prott       | 10 | 0  | 0 | 0 |
| R. Schulz      | 0  | 0  | 0 | 0 |
| H. Tybussek    | 30 | 5  | 0 | 0 |
| H. Voß         | 3  | 0  | 0 | 0 |